# فنژیت
فنژیت نام یک سری از میکا ها دی اُکتائدرال با ترکیب شیمیایی K(AlMg)2(OH)2(SiAl)4O10 است که در آن به شکل معمول Mg یا Fe2+ جایگزین Al موجود در جایگاه Y می شوند و متقابلاً عنصر Si در جایگاه Z در فرمول گروه میکاها X2Y4–6Z8O20(OH, F)4 همانند موسکویت افزایش می یابد اما در موسکویت این امر به همراه افزوده شدن منیزیم انجام می پذیرد. این کانی به واسطه انجمن بین‌المللی کانی شناسی شناخته نشده است و نام آن معرف یک توالی مابین موسکویت و کلسدونیت می باشد. 
محتوی سیلیس فنژیت به عنوان یک زمین فشارسنج برای دگرگونی شیست ها درجه پایین مطرح شده است. 